# Tiroler Viertel

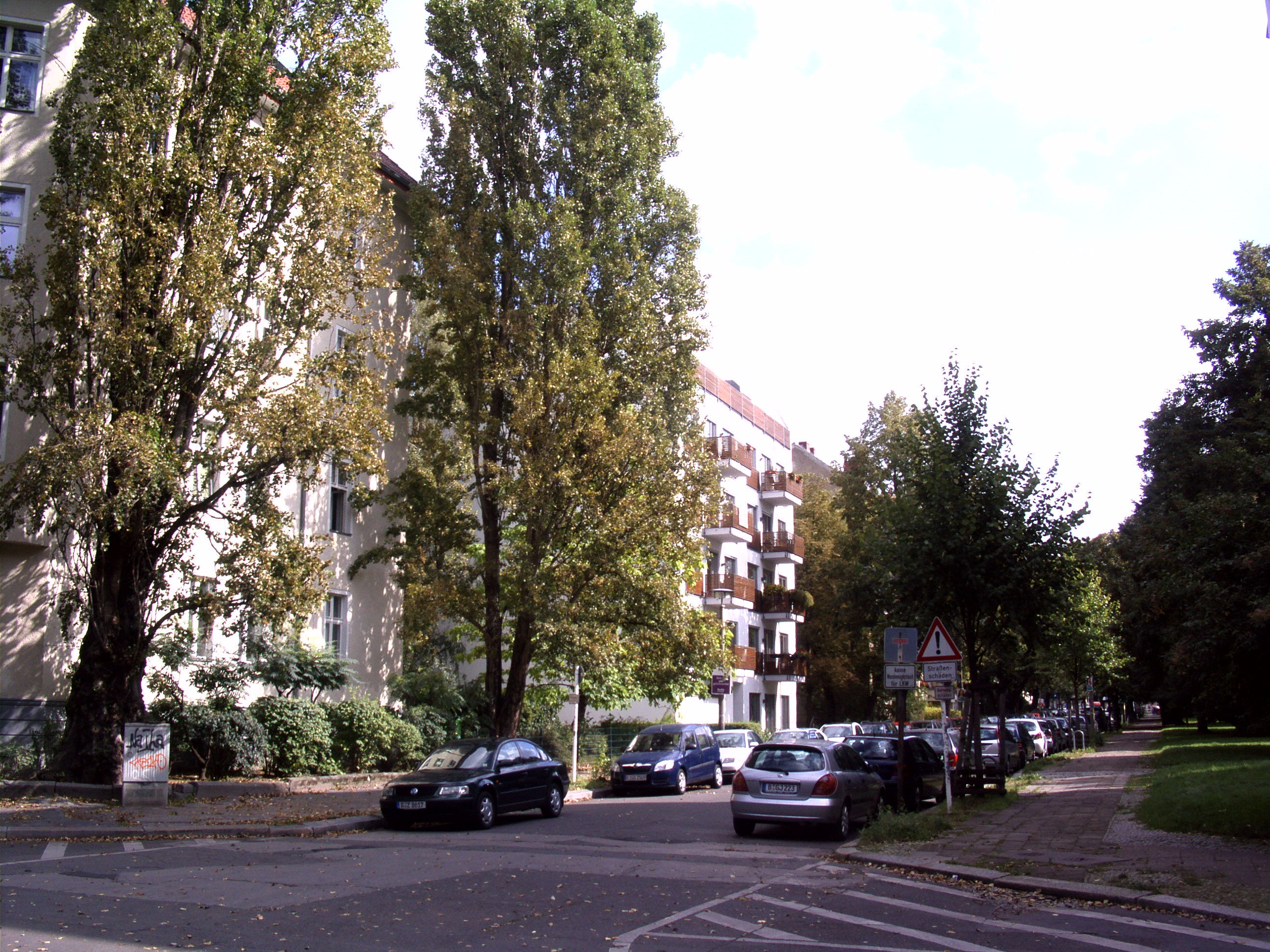
Brennerstraße im Tiroler Viertel

Das Tiroler Viertel ist ein Berliner Wohnquartier im Ortsteil Berlin-Pankow.

## Geschichte
Es liegt im Südwesten von Pankow direkt angrenzend an den Ortsteil Prenzlauer Berg. Die Bezeichnung leitet sich von den Straßen und Plätzen ab, welche bei der Erschließung am Anfang des 20. Jahrhunderts Namen mit Bezug zur österreichischen Provinz Tirol erhielten. Das knapp 37 Hektar große, dreieckig angelegte Wohnquartier wird im Nordwesten von den Gleisanlagen der Stettiner Bahn, im Nordosten von der Mühlenstraße (B 96a) und im Süden durch die Straße Esplanade begrenzt. Über die U-Bahn-Station Vinetastraße am Ostrand ist die Innenstadt zügig erreichbar.
1905 erwarb die „Deutsche Bodengesellschaft m.b.H.“ das Areal, und legte in den Folgejahren ein Straßennetz an, welches die moderne Erschließung der Wohnbebauung ermöglichen sollte. Da sich der systematische Baubeginn mehrmals verzögerte und dies städtebaulich gefördert wurde, blieben die an einigen Stellen angelegten Kleingärten bis heute bestehen, welche im 19. Jahrhundert überwiegend durch die Bevölkerung des damaligen Nordberliner Bezirks Prenzlauer Berg angelegt worden waren. In den 1920er Jahren wurden durch mehrere Siedlungsgenossenschaften Häuser errichtet; diese befinden sich überwiegend im Besitz der städtischen Firma Gesobau. Durch die Wirtschaftskrise und den Zweiten Weltkrieg wurde eine komplette Bebauung verhindert, welche erst ab dem Ende der 1950er Jahre durch die Vorgängergenossenschaft der heutigen „Ersten Wohnungsgenossenschaft Berlin-Pankow“ erfolgte.
Nach 1990 wurden einige hochwertige Neubauten in Baulücken eingefügt. Insgesamt ist das Viertel eine solide Mischung aus alt und neu mit relativ geringer Mieterfluktuation. Ein jahrzehntelang vernachlässigter „Schandfleck“, die in Plattenbauweise errichtete Klecks-Grundschule, wurde 2005 grundrenoviert. Das Quartier wird gekrönt vom Andreas-Hofer-Platz, einem rund 150 mal 180 Meter großen Park mit einem Hügel aus Trümmerschutt, von den Einwohnern „Brenner“ bzw. „Brennerberg“ genannt, der sich im Winter regelmäßig zu einem Rodelberg für Kinder mit Pisten unterschiedlichen Anspruches verwandelt. Der seit dem Jahr 2011 zu verzeichnende Bauboom im Ortsteil Pankow (Garbáty, Alte Mälzerei, Gaillardstraße, Brehmestraße, Florastraße) ist auch im Tiroler Viertel vorhanden. So wurde 2009 eine weitere von amerikanischen Bomben im Mai 1944 gerissene Häuserlücke in der Brennerstraße geschlossen und in den Folgejahren in der Tiroler Straße und der Maximilianstraße wurden weitere Kriegslücken bebaut.

## Baudenkmäler
- Wohnanlage Dolomitenstraße 15–39, erbaut 1929–1930, Architekt „Zeller“
- Wohnanlage Maximilianstraße 16–25, 1928–1932, Architekt Willy Brede (zusammen mit Gebäuden in der Brixener Straße 55–69 und Dolomitenstraße 44–68)
- Wohnanlage Brenner Straße 18–48, erbaut 1928–1929, Architekt „Zeller“ (zusammen mit Gebäuden in der Brixener Straße 21–23 und Trienter Straße 6–8)
- Wohnanlage Zillertalstraße 1–27, erbaut 1930, Architekt Adolf Siegmann (zusammen mit Gebäuden in der Brixener Straße 45 und Trienter Straße 26)

## Verkehr
- U-Bahn-Station Vinetastraße, U2
- S-Bahnhof Pankow
- Buslinie 250 (U Franz-Neumann Platz <> Niederschönhausen, Buchholzer Straße)

## Schöneberg
- In Schöneberg wurde 1910, als es noch eigenständig war, nördlich des Innsbrucker Platzes ein „Tiroler Viertel“ begonnen.[1] Durch den Ersten Weltkrieg und die Inflation und den Übergang der Planungen an die Behörden von Groß-Berlin wurde es städtebaulich nicht geschlossen und ist nur noch an einigen Straßennamen zu erkennen. Entsprechend ist es nicht als solches benannt.